# Anastasia Kelesidou
Anastasia »Tasoula« Kelesidou (grško Αναστασία »Τάσσουλα« Κελεσίδου), grška atletinja, * 28. november 1972, Hamburg, Zahodna Nemčija.
Nastopila je na poletnih olimpijskih igrah v letih 1996, 2000 in 2004, v letih 2000 in 2004 je osvojila srebrni medalji v metu diska. Na svetovnih prvenstvih je dosegla srebrni medalji v letih 1999 in 2003 ter bronasto medaljo leta 2001, na evropskih prvenstvih pa bronasto medaljo leta 2002.